# Antje Lezius

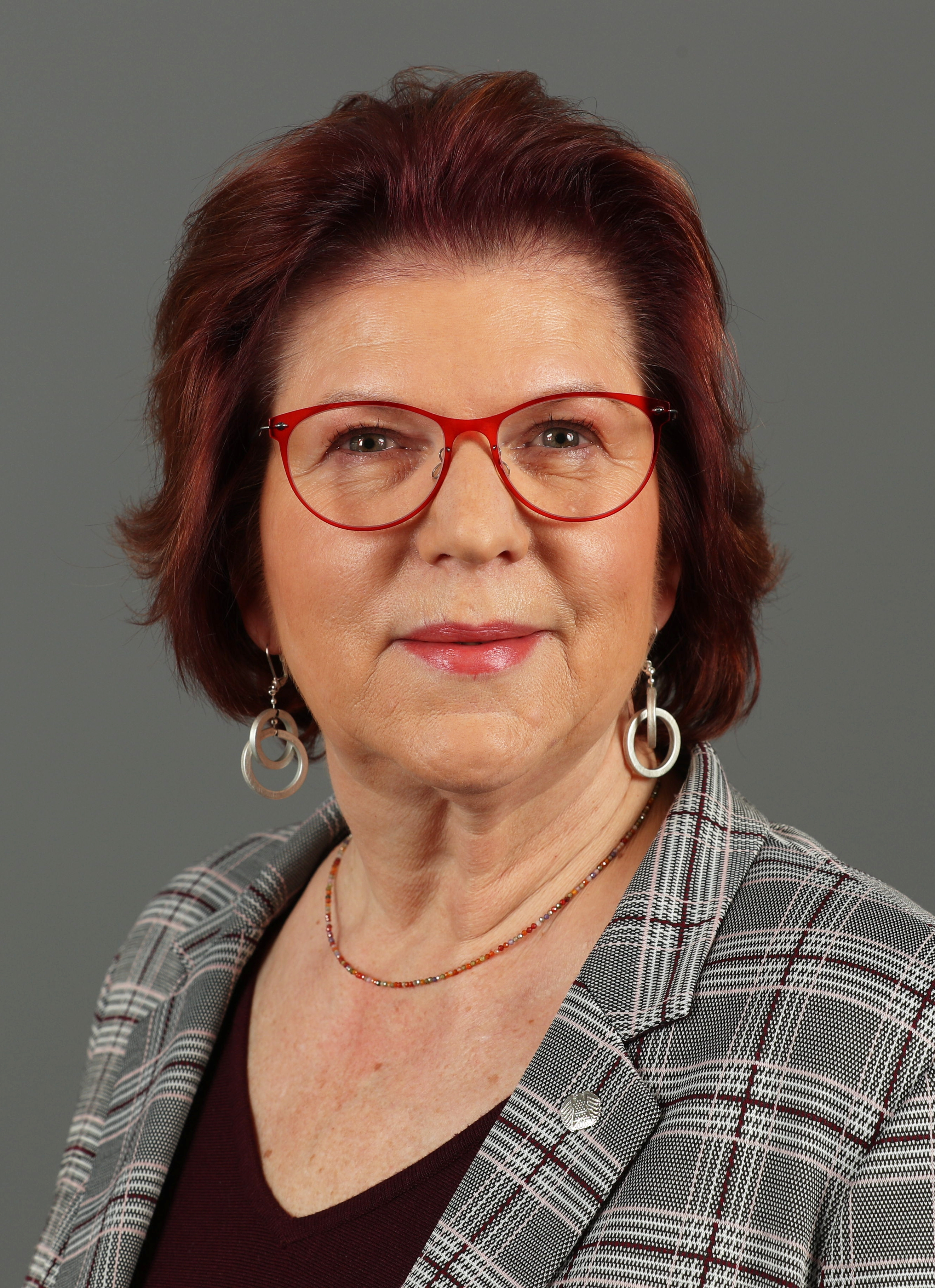
Antje Lezius (2020)

Antje Lezius (* 30. Juni 1960 in Kusel) ist eine deutsche Politikerin (CDU). Lezius war von 2013 bis 2021 Mitglied des Deutschen Bundestages.

## Privates
Lezius hat zwei erwachsene Kinder. Sie lebt in Enzweiler, einem Stadtteil von Idar-Oberstein.

## Berufliches
Ihre Schulbildung an der Berufsfachschule für Wirtschaft in Idar-Oberstein schloss sie mit der Mittleren Reife ab. In Kirn absolvierte sie eine Ausbildung zur Industriekauffrau. Sie ist zertifizierte Betriebswirtin (IHK), Wirtschaftsmediatorin (IHK) und Executive Coach (Fernuniversität Hagen). Seit 2009 ist Lezius als selbstständige Unternehmensberaterin mit dem Schwerpunkt Wirtschaftsmediation und Coaching von Führungskräften tätig. Die Berufsausübung ruht jedoch seit ihrer parlamentarischen Tätigkeit.
Von April 1998 bis Juni 2007 war sie auch Geschäftsführende Gesellschafterin der Firma Frühauf Tanken & Rasten GmbH in Idar-Oberstein und erledigte ebenfalls die Vertragsgestaltung mit Geschäftspartnern und Banken, die Investitions- und Finanzplanung, die Auswertung von Bilanzen, allgemeine Managementaufgaben, das Controlling, die Personalführung und Personalentwicklung sowie die Öffentlichkeitsarbeit.
Seit April 1998 ist sie Geschäftsführende Gesellschafterin der Firma Frühauf/Lezius GmbH & Co. KG in Idar-Oberstein.

## Politische Tätigkeiten

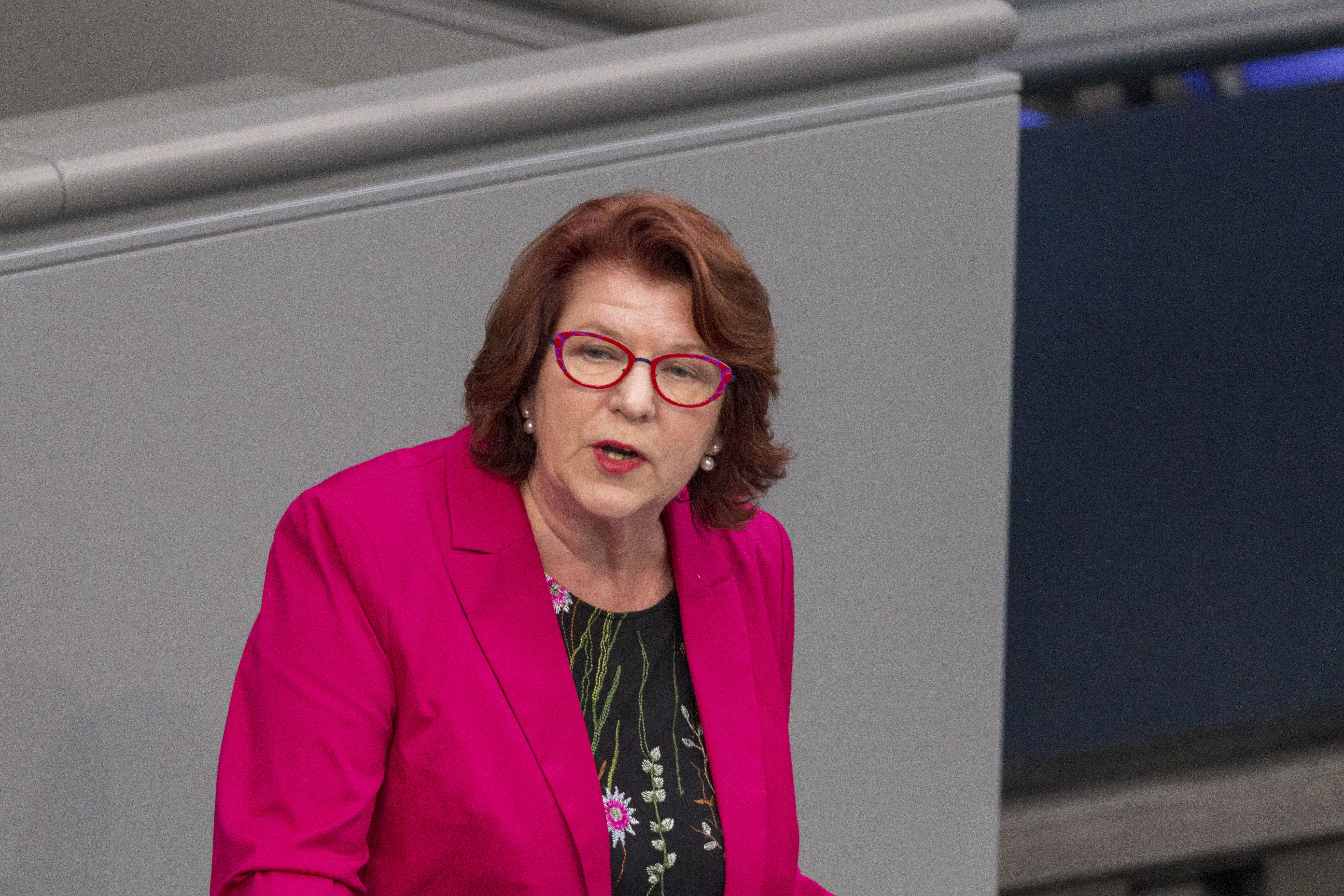
Antje Lezius, 2020 im Deutschen Bundestag

Bei der Bundestagswahl 2013 gewann Lezius mit 41,4 Prozent der Erststimmen das Direktmandat im Bundestagswahlkreis Kreuznach und wurde Mitglied des Bundestages. Sie unterhielt zwei Wahlkreisbüros in Idar-Oberstein und in Bad Kreuznach. Im Bundestag ist sie seit 2013 Mitglied im Ausschuss für Arbeit und Soziales. In der 18. Legislaturperiode (2013–2017) war sie Mitglied in den Gruppen Kommission „Arbeit der Zukunft - Zukunft der Arbeit“ der CDU, Koalitionsarbeitsgruppe „Demografischer Wandel“ der Bundestagsfraktionen von CDU/CSU und SPD. Seit der 19. Wahlperiode (seit 2017) war sie darüber hinaus Mitglied in der Enquete-Kommission Berufliche Bildung in der digitalen Arbeitswelt, im Arbeitskreis Zukunft der Arbeit, sowie stellvertretendes Mitglied im Ausschuss für Gesundheit. Daneben gehörte sie folgenden Gruppen an: Parlamentskreis Mittelstand, Wirtschaftsrat der CDU e.V., Mittelstands- und Wirtschaftsvereinigung der CDU/CSU, sowie der Frauen-Union. Sie war zudem Mitglied in der Deutsch-Brasilianischen, in der Deutsch-Chinesischen, sowie in der Deutsch-Französischen Parlamentariergruppe.
Bei der Kommunalwahl 2014 zog Lezius in den Kreistag des Landkreises Birkenfeld ein. Von 2015 bis 2017 war sie Vorsitzende des CDU-Kreisverbandes Birkenfeld. Im CDU-Stadtverband Idar-Oberstein gehört sie dem Bezirk Enzweiler/Hammerstein an.
Vor ihrem Einzug in den Bundestag hatte sie keine öffentlichen politischen Mandate.

## Ehrenamtliches Engagement
Lezius ist Mitglied der überparteilichen Europa-Union Deutschland.